# Herrarnas svikthopp i simhopp vid olympiska sommarspelen 1996
Herrarnas svikthopp i de olympiska simhoppstävlingarna vid de olympiska sommarspelen 1996 hölls den 28-29 juli i Georgia Tech Campus Recreation Center. 

## Medaljörer
| Event             | Guld          | Silver            | Brons          |
| 3 meter svikthopp | Xiong Ni Kina | Yu Zhuocheng Kina | Mark Lenzi USA |

## Resultat
| Placering | Simhoppare                 | Kval   | Kval      | Semifinal        | Semifinal        | Semifinal        | Semifinal        | Final            | Final            | Final            |
| Placering | Simhoppare                 | Poäng  | Placering | Poäng            | Placering        | Totalt           | Placering        | Poäng            | Placering        | Totalt           |
| --------- | -------------------------- | ------ | --------- | ---------------- | ---------------- | ---------------- | ---------------- | ---------------- | ---------------- | ---------------- |
| 1         | Xiong Ni (CHN)             | 463,02 | 1         | 231,45           | 1                | 694,47           | 1                | 470,01           | 1                | 701,46           |
| 2         | Yu Zhuocheng (CHN)         | 438,93 | 2         | 223,41           | 5                | 662,34           | 2                | 467,52           | 2                | 690,93           |
| 3         | Mark Lenzi (USA)           | 372,03 | 9         | 229,74           | 2                | 601,77           | 7                | 456,76           | 3                | 686,49           |
| 4         | Scott Donie (USA)          | 414,03 | 4         | 223,86           | 4                | 637,89           | 4                | 443,07           | 4                | 666,93           |
| 5         | Dmitri Sautin (RUS)        | 391,74 | 6         | 229,74           | 2                | 621,48           | 5                | 414,93           | 6                | 644,67           |
| 6         | Michael Murphy (AUS)       | 419,13 | 3         | 220,08           | 6                | 639,21           | 3                | 420,87           | 5                | 640,95           |
| 7         | Jan Hempel (GER)           | 358,26 | 13        | 219,99           | 7                | 578,25           | 10               | 402,33           | 8                | 622,32           |
| 8         | Fernando Platas (MEX)      | 382,83 | 8         | 217,62           | 8                | 600,45           | 8                | 402,36           | 7                | 619,98           |
| 9         | Valerij Statsenko (RUS)    | 357,18 | 15        | 217,53           | 9                | 574,71           | 11               | 380,16           | 11               | 597,69           |
| 10        | Andrej Semenjuk (BLR)      | 385,32 | 7         | 202,23           | 16               | 587,55           | 9                | 393,33           | 9                | 595,56           |
| 11        | Roman Volod'kov (UKR)      | 359,85 | 12        | 210,30           | 10               | 570,15           | 12               | 382,83           | 10               | 593,13           |
| 12        | Andreas Wels (GER)         | 405,33 | 5         | 207,21           | 11               | 612,54           | 6                | 376,35           | 12               | 583,56           |
| 13        | Evan Stewart (ZIM)         | 361,53 | 11        | 206,43           | 12               | 567,96           | 13               | Gick inte vidare | Gick inte vidare | Gick inte vidare |
| 14        | Richard Frece (AUT)        | 365,73 | 10        | 197,91           | 17               | 563,64           | 14               | Gick inte vidare | Gick inte vidare | Gick inte vidare |
| 15        | Davide Lorenzini (ITA)     | 356,55 | 16        | 202,80           | 15               | 559,35           | 15               | Gick inte vidare | Gick inte vidare | Gick inte vidare |
| 16        | Philippe Comtois (CAN)     | 357,75 | 14        | 193,53           | 18               | 551,28           | 16               | Gick inte vidare | Gick inte vidare | Gick inte vidare |
| 17        | Imre Lengyel (HUN)         | 346,74 | 17        | 204,51           | 13               | 551,25           | 17               | Gick inte vidare | Gick inte vidare | Gick inte vidare |
| 18        | Tony Ally (GBR)            | 345,33 | 18        | 203,46           | 14               | 548,79           | 18               | Gick inte vidare | Gick inte vidare | Gick inte vidare |
| 19        | David Bédard (CAN)         | 342,33 | 19        | Gick inte vidare | Gick inte vidare | Gick inte vidare | Gick inte vidare | Gick inte vidare | Gick inte vidare | Gick inte vidare |
| 20        | Jimmy Sjödin (SWE)         | 339,93 | 20        | Gick inte vidare | Gick inte vidare | Gick inte vidare | Gick inte vidare | Gick inte vidare | Gick inte vidare | Gick inte vidare |
| 21        | Vjatjeslav Chamulkin (BLR) | 331,86 | 21        | Gick inte vidare | Gick inte vidare | Gick inte vidare | Gick inte vidare | Gick inte vidare | Gick inte vidare | Gick inte vidare |
| 22        | Joakim Andersson (SWE)     | 331,83 | 22        | Gick inte vidare | Gick inte vidare | Gick inte vidare | Gick inte vidare | Gick inte vidare | Gick inte vidare | Gick inte vidare |
| 23        | Maksym Lapyn (UKR)         | 328,23 | 23        | Gick inte vidare | Gick inte vidare | Gick inte vidare | Gick inte vidare | Gick inte vidare | Gick inte vidare | Gick inte vidare |
| 24        | Bobby Morgan (GBR)         | 318,69 | 24        | Gick inte vidare | Gick inte vidare | Gick inte vidare | Gick inte vidare | Gick inte vidare | Gick inte vidare | Gick inte vidare |
| 25        | Dario di Fazio (VEN)       | 317,04 | 25        | Gick inte vidare | Gick inte vidare | Gick inte vidare | Gick inte vidare | Gick inte vidare | Gick inte vidare | Gick inte vidare |
| 26        | Nikolaos Siranidis (GRE)   | 316,50 | 26        | Gick inte vidare | Gick inte vidare | Gick inte vidare | Gick inte vidare | Gick inte vidare | Gick inte vidare | Gick inte vidare |
| 27        | Tony Iglesias (BOL)        | 307,83 | 27        | Gick inte vidare | Gick inte vidare | Gick inte vidare | Gick inte vidare | Gick inte vidare | Gick inte vidare | Gick inte vidare |
| 28        | Russell Butler (AUS)       | 305,79 | 28        | Gick inte vidare | Gick inte vidare | Gick inte vidare | Gick inte vidare | Gick inte vidare | Gick inte vidare | Gick inte vidare |
| 29        | Ramon Sandin (PUR)         | 302,55 | 29        | Gick inte vidare | Gick inte vidare | Gick inte vidare | Gick inte vidare | Gick inte vidare | Gick inte vidare | Gick inte vidare |
| 30        | Joel Rodríguez (MEX)       | 296,91 | 30        | Gick inte vidare | Gick inte vidare | Gick inte vidare | Gick inte vidare | Gick inte vidare | Gick inte vidare | Gick inte vidare |
| 31        | José Miguel Gil (ESP)      | 295,47 | 31        | Gick inte vidare | Gick inte vidare | Gick inte vidare | Gick inte vidare | Gick inte vidare | Gick inte vidare | Gick inte vidare |
| 32        | Jong-Hee Lee (KOR)         | 293,52 | 32        | Gick inte vidare | Gick inte vidare | Gick inte vidare | Gick inte vidare | Gick inte vidare | Gick inte vidare | Gick inte vidare |
| 33        | Ali Al-Hasan (KUW)         | 272,40 | 33        | Gick inte vidare | Gick inte vidare | Gick inte vidare | Gick inte vidare | Gick inte vidare | Gick inte vidare | Gick inte vidare |
| 34        | Suchat Pichi (THA)         | 257,13 | 34        | Gick inte vidare | Gick inte vidare | Gick inte vidare | Gick inte vidare | Gick inte vidare | Gick inte vidare | Gick inte vidare |
| 35        | Janaka Biyanwila (SRI)     | 247,44 | 35        | Gick inte vidare | Gick inte vidare | Gick inte vidare | Gick inte vidare | Gick inte vidare | Gick inte vidare | Gick inte vidare |
| 36        | Rafael Álvarez (ESP)       | 208,83 | 36        | Gick inte vidare | Gick inte vidare | Gick inte vidare | Gick inte vidare | Gick inte vidare | Gick inte vidare | Gick inte vidare |
| 37        | Han-Hung Chen (TPE)        | 194,13 | 37        | Gick inte vidare | Gick inte vidare | Gick inte vidare | Gick inte vidare | Gick inte vidare | Gick inte vidare | Gick inte vidare |
| 38        | Siniša Žugic (YUG)         | 181,17 | 38        | Gick inte vidare | Gick inte vidare | Gick inte vidare | Gick inte vidare | Gick inte vidare | Gick inte vidare | Gick inte vidare |
| 39        | Sergey Orin (TJK)          | 162,66 | 39        | Gick inte vidare | Gick inte vidare | Gick inte vidare | Gick inte vidare | Gick inte vidare | Gick inte vidare | Gick inte vidare |